# Charleroyhoeve

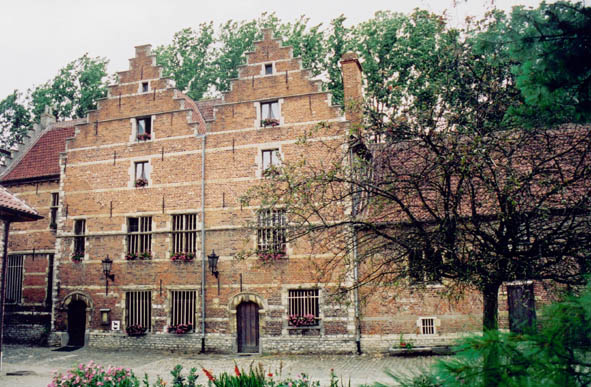

De Charleroyhoeve is een voormalige abdijhoeve van de Abdij van Grimbergen, gelegen in het natuurgebied van de Maalbeekvallei.
De hoeve werd in 1665 gebouwd door de Grimbergse abdijgemeenschap. Haar naam verwijst naar Karel II die in de 17e eeuw koning van Spanje was en landsheer van de Spaanse Nederlanden.
De fraaie rondbogige inrijpoort vermeldt 1741, het jaar waarin de boerderij werd vernieuwd. De bijgebouwen dateren uit de 19e eeuw.
Na een hevige brand in 1976 werd het gedeeltelijk vernield woonhuis in de restauratie geïntegreerd.
In de hoeve zijn een afdeling van de gemeentelijke bibliotheek en vergaderzalen voor allerlei culturele verenigingen gevestigd.